# Seleção Equatoriana de Rugby Union
A Seleção Equatoriana de Rugby Union é a equipe que representa o Equador em competições de Rugby Union, promovidas pela Sudamérica Rugby (SAR). 
Esta equipe é gerenciada pela Federação Equatoriana de Rugby.

## Histórico
O Equador filiou-se à CONSUR (antiga entidade que administrava o rugby na América do Sul) em 2011. No ano seguinte, fez a sua estreia no Sul-Americano Divisão C, terminando-o na terceira colocação. Em 2013 disputou a mesma competição e sagrou-se campeão, conseguindo assim o acesso para a Divisão B, em 2014.
Por três anos consecutivos (2014, 2015 e 2016), o Equador disputou o Sul-Americano Divisão B. Em todas estas competições, a equipe terminou na quarta colocação. 
Embora esteja filiado a nível continental, o país ainda não é membro do Rugby Union (entidade que gerencia o rugby a nível mundial). Desta maneira, os equatorianos não podem disputar eliminatórias para Copa do Mundo de Rugby. nem tampouco se fazer constar no ranking mundial da entidade.
O Equador não está inscrito para nenhuma competição oficial de rugby, a ser disputada em 2018.

## Confrontos
Seguem-se, abaixo, os confrontos do Equador.
| Adversário   | Partidas | Vitórias | Derrotas | Empatados | % Aproveitamento |
| ------------ | -------- | -------- | -------- | --------- | ---------------- |
| Cafeteros XV | 1        | 0        | 1        | 0         | 0,0%             |
| Colômbia     | 3        | 0        | 3        | 0         | 0.0%             |
| Costa Rica   | 2        | 1        | 1        | 0         | 50.0%            |
| El Salvador  | 2        | 2        | 0        | 0         | 100,0%           |
| Guatemala    | 2        | 1        | 1        | 0         | 50.0%            |
| Peru         | 5        | 0        | 5        | 0         | 0,0%             |
| Venezuela    | 3        | 0        | 3        | 0         | 0.0%             |
| Total        | 18       | 4        | 14       | 0         | 22.2%            |

- Última partida válida: test match ante o Peru (5 - 65), disputado em outubro de 2016.